# Caixa de gordura

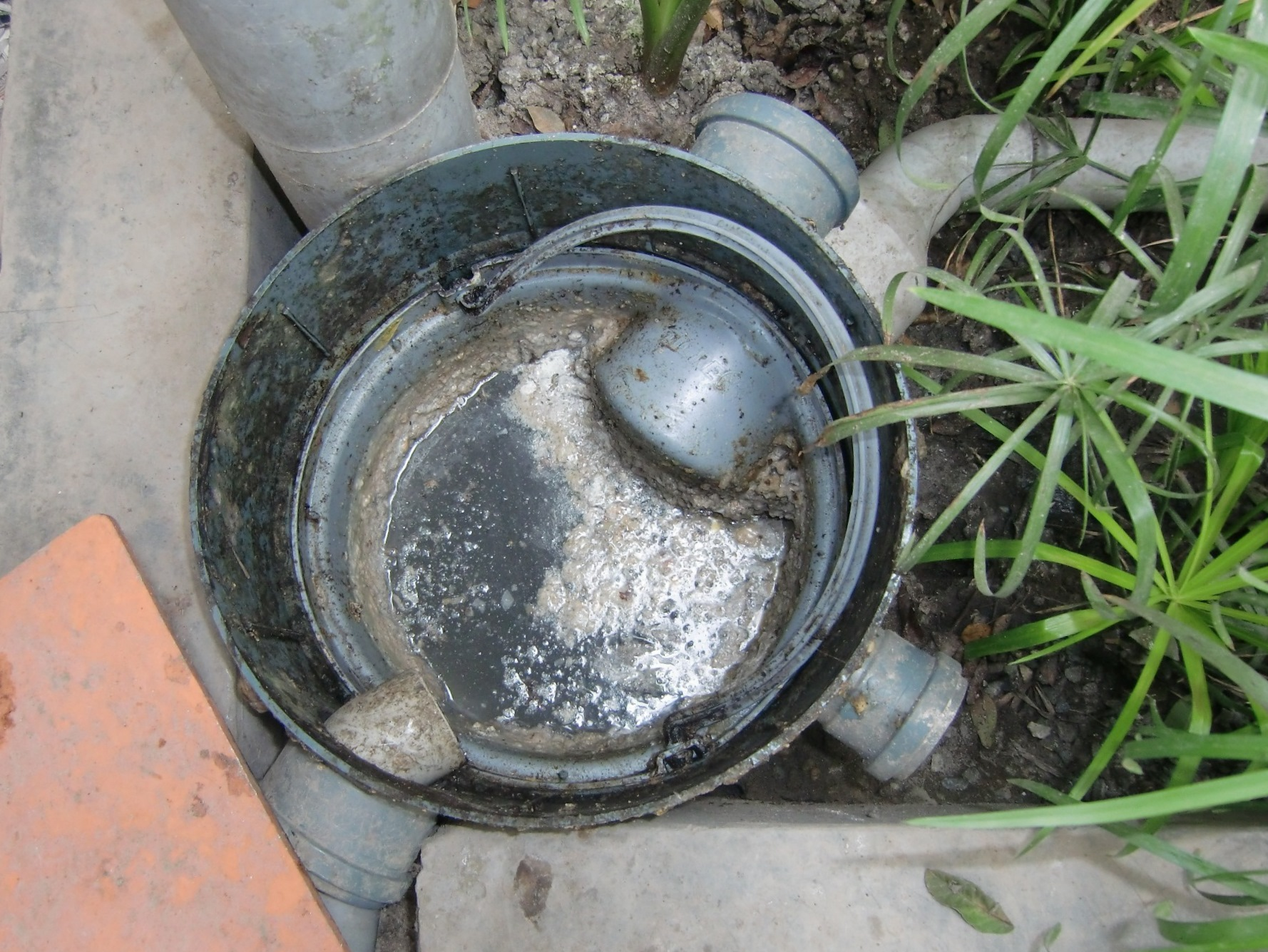
Caixa de gordura com restos flutuantes.

Uma caixa de gordura é um dispositivo da rede de tratamento de esgotos composta de um pequeno tanque onde a gordura (e outros componentes) despejada em uma pia ou máquina de lavar louças é separada e não vai para a rede. Contém apenas restos da cozinha, e não de outros aposentos, como banheiros por exemplo.
A gordura proveniente da limpeza de louças em residências solidifica-se e pode entupir canos, daí a importância da existência de uma caixa de gordura. Periodicamente, é necessária a limpeza das caixas, pois formam-se crostas de gordura. As caixas de gordura podem ser feitas de diferentes materiais, como aço inoxidável, plástico, concreto e ferro fundido. Seu volume pode variar de 35 litros para 45 000 litros ou mais. Podem se localizar acima do solo, abaixo do solo, nas cozinhas ou fora das casas.

## História
Caixas de gordura são usadas desde a Era Vitoriana. Nathaniel Whiting obteve a primeira patente para caixa de gordura no final do século XIX.